# Иорданско-пакистанские отношения
Иорданско-пакистанские отношения — двусторонние дипломатические отношения между Иорданией и Пакистаном.

## История
В 1970-х и 1980-х годах началось развитие иорданско-пакистанских связей, которые с середины 1990-х годов стали укрепляться. В 2001 году пакистанские политики посетили Амман, где обсудили возможность установления полномасштабного сотрудничества. Король Иордании Абдалла II ибн Хусейн сказал, что между странами сложились глубокие, прочные и исторические отношения, и подтвердил стремление Иордании укреплять связи с Пакистаном.
2 ноября 2007 года король Иордании Абдалла II ибн Хусейн посетил Исламабад, где провел переговоры с президентом Пакистана Первезом Мушаррафом в Айван-е-Садре. На встрече Первез Мушарраф и Абдалла II ибн Хусейн обменялись мнениями о региональной и международной политической обстановке, особенно на Среднем Востоке. Стороны выразили обеспокоенность по поводу ситуации с безопасностью в Ираке, в том числе возникающие межконфессиональные и этнические разногласия, а также на частые случаи нападений на религиозные места в этой стране.
Первез Мушарраф также обсудил с королем Абдаллой II усилия Пакистана по содействию установления мира и стабильности в Южной Азии и вопросы по решению проблем экстремизма и терроризма. Два лидера выразили удовлетворение развитием иорданско-пакистанских отношений в различных областях, особенно уровня сотрудничества, который был успешно установлен в экономическом и торговом сегментах.

## Торговля и инвестиции
По состоянию на 2004 и 2005 годы объём товарооборота между странами оставался на уровне 53,837 млн. долларов США, при этом экспорт Пакистана составлял 21,013 млн. долларов США, а импорт из Иордании был на уровне 32,806 млн. долларов США. Многие иорданские политики приглашали пакистанских инвесторов изучить возможности, имеющиеся в энергетическом и энергетическом секторах Иордании. В июне 2006 года на 8-й сессии Совместной министерской комиссии Pak-Jordan было запланировано начало процесса переговоров по заключению Соглашения о свободной торговле и защите и поощрении инвестиций. В ходе сессии обсуждались также вопросы, касающиеся общего объёма сотрудничества в области сельского хозяйства, науки и техники, а также в других областях.

## Дипломатические представительства
- У Иордании есть посольство в Исламабаде[4].
- Пакистан имеет посольство в Аммане[5].